# Самоа на летних Олимпийских играх 2016
Самоа на летних Олимпийских играх 2016 года будет представлена как минимум семью спортсменами в пяти видах спорта.

## Состав сборной
Гребля на байдарках и каноэ
 Гребля на гладкой воде
1. Анна Кэрнс

 Дзюдо
1. Дерек Суа

 Лёгкая атлетика
1. Джереми Додсон
2. Алекс Роуз

 Плавание
1. Брэндон Шустер
2. Эвелина Афоа

 Тяжёлая атлетика
1. Вайпава Йоани
2. Мари Опелоге

## Результаты соревнований

### Водные виды спорта

#### Плавание
В следующий раунд на каждой дистанции проходят спортсмены, показавшие лучший результат, независимо от места, занятого в своём заплыве.
Мужчины
| Дистанция                 | Спортсмены     | Предварительный раунд | Предварительный раунд | Предварительный раунд | Полуфинал            | Полуфинал            | Полуфинал            | Финал                | Финал                |
| Дистанция                 | Спортсмены     | Заплыв                | Результат             | Место                 | Заплыв               | Результат            | Место                | Результат            | Место                |
| ------------------------- | -------------- | --------------------- | --------------------- | --------------------- | -------------------- | -------------------- | -------------------- | -------------------- | -------------------- |
| 200 метров вольным стилем | Брэндон Шустер | 1                     | 1:57,72               | 46                    | Завершил выступление | Завершил выступление | Завершил выступление | Завершил выступление | Завершил выступление |

Женщины
| Дистанция           | Спортсмены   | Предварительный раунд | Предварительный раунд | Предварительный раунд | Полуфинал             | Полуфинал             | Полуфинал             | Финал                 | Финал                 |
| Дистанция           | Спортсмены   | Заплыв                | Результат             | Место                 | Заплыв                | Результат             | Место                 | Результат             | Место                 |
| ------------------- | ------------ | --------------------- | --------------------- | --------------------- | --------------------- | --------------------- | --------------------- | --------------------- | --------------------- |
| 100 метров на спине | Эвелина Афоа | 1                     | 1:08,74               | 32                    | Завершила выступление | Завершила выступление | Завершила выступление | Завершила выступление | Завершила выступление |

### Гребля на байдарках и каноэ

#### Гребля на гладкой воде
Соревнования по гребле на байдарках и каноэ на гладкой воде проходят в лагуне Родригу-ди-Фрейташ, которая находится на территории города Рио-де-Жанейро. В каждой дисциплине соревнования проходят в три этапа: предварительный раунд, полуфинал и финал.
Женщины
| Соревнование                  | Спортсмены | Предварительный раунд | Предварительный раунд | Предварительный раунд | Полуфинал             | Полуфинал             | Полуфинал             | Финал                 | Финал                 | Итоговое место |
| Соревнование                  | Спортсмены | Заплыв                | Время                 | Место                 | Заплыв                | Время                 | Место                 | Время                 | Место                 | Итоговое место |
| ----------------------------- | ---------- | --------------------- | --------------------- | --------------------- | --------------------- | --------------------- | --------------------- | --------------------- | --------------------- | -------------- |
| байдарки-одиночки, 200 метров | Анна Кэрнс | 2                     | 43,652                | 7                     | Завершила выступление | Завершила выступление | Завершила выступление | Завершила выступление | Завершила выступление | 26             |
| байдарки-одиночки, 500 метров | Анна Кэрнс | 3                     | 2:01,885              | 7                     | Завершила выступление | Завершила выступление | Завершила выступление | Завершила выступление | Завершила выступление | 25             |

### Дзюдо
Соревнования по дзюдо проводились по системе с выбыванием. В утешительные раунды попадали спортсмены, проигравшие полуфиналистам турнира. Два спортсмена, одержавших победу в утешительном раунде, в поединке за бронзу сражались с дзюдоистами, проигравшими в полуфинале.
Мужчины
| Категория    | Спортсмены | 1/32 финала                | 1/16 финала          | 1/8 финала           | Четвертьфинал        | Полуфинал            | Финал                | Место |
| Категория    | Спортсмены | Соперник Результат         | Соперник Результат   | Соперник Результат   | Соперник Результат   | Соперник Результат   | Соперник Результат   | Место |
| ------------ | ---------- | -------------------------- | -------------------- | -------------------- | -------------------- | -------------------- | -------------------- | ----- |
| свыше 100 кг | Дерек Суа  | А.Тангриев (UZB) П 000:100 | Завершил выступление | Завершил выступление | Завершил выступление | Завершил выступление | Завершил выступление | 17    |

### Лёгкая атлетика
Мужчины
Беговые дисциплины
| Дисциплина        | Спортсмен      | Предварительный раунд | Предварительный раунд | Предварительный раунд | Четвертьфиналы | Четвертьфиналы | Четвертьфиналы | Полуфиналы           | Полуфиналы           | Полуфиналы           | Финал                | Финал                |
| Дисциплина        | Спортсмен      | Забег                 | Время                 | Место                 | Забег          | Время          | Место          | Забег                | Время                | Место                | Время                | Место                |
| ----------------- | -------------- | --------------------- | --------------------- | --------------------- | -------------- | -------------- | -------------- | -------------------- | -------------------- | -------------------- | -------------------- | -------------------- |
| бег на 200 метров | Джереми Додсон | Не проводится         | Не проводится         | Не проводится         | 1              | 20,51          | 5              | Завершил выступление | Завершил выступление | Завершил выступление | Завершил выступление | Завершил выступление |

Технические дисциплины
| Дисциплина    | Спортсмен  | Квалификация | Квалификация | Финал                | Финал                |
| Дисциплина    | Спортсмен  | Результат    | Место        | Результат            | Место                |
| ------------- | ---------- | ------------ | ------------ | -------------------- | -------------------- |
| метание диска | Алекс Роуз | 57,24        | 29           | Завершил выступление | Завершил выступление |

### Тяжёлая атлетика
Каждый НОК самостоятельно выбирает категорию в которой выступит её тяжелоатлет. В рамках соревнований проводятся два упражнения — рывок и толчок. В каждом из упражнений спортсмену даётся 3 попытки. Победитель определяется по сумме двух упражнений. При равенстве результатов победа присуждается спортсмену, с меньшим собственным весом.
Мужчины
| Категория | Спортсмены    | Вес   | Рывок | Рывок | Рывок | Толчок | Толчок | Толчок | Всего | Место |
| Категория | Спортсмены    | Вес   | 1     | 2     | 3     | 1      | 2      | 3      | Всего | Место |
| --------- | ------------- | ----- | ----- | ----- | ----- | ------ | ------ | ------ | ----- | ----- |
| до 62 кг  | Вайпава Йоани | 61,90 | 115   | 120   | 122   | 156    | 161    | 165    | 281   | 8     |

Женщины
| Категория | Спортсмены   | Вес   | Рывок | Рывок | Рывок | Толчок | Толчок | Толчок | Всего | Место |
| Категория | Спортсмены   | Вес   | 1     | 2     | 3     | 1      | 2      | 3      | Всего | Место |
| --------- | ------------ | ----- | ----- | ----- | ----- | ------ | ------ | ------ | ----- | ----- |
| до 75 кг  | Мари Опелоге | 74.56 | 97    | 100   | 102   | 115    | 117    | 118    | 218   | 11    |